# Пиро, Франсуа
Франсуа Пиро (фр. François Pirot; род. 1972) — бельгийский сценарист и кинорежиссер.

## Биография
Франсуа Пиро дебютировал в кино короткометражным фильмом «Отставка» (фр. Retraite), поставленным по собственному сценарию в 2005 году. После этого сотрудничал с Жоакима Лафоссом, написав сценарии к его фильмам «Частная собственность» (2006) и «Частные уроки» (в соавторстве с Ж. Лафоссом; номинация за лучший сценарий 1-й церемонии вручения бельгийской национальной кинопремии «Магритт» в 2011 году).
В 2012 году Пиро дебютировал полнометражной драматической комедией «Дом на колесах» с Артуром Дюпоном и Гийомом Гуи в главных ролях. Фильм участвовал в ряде европейских кинофестивалей, в частности боролся за главный приз — Золотого леопарда Международного кинофестиваля в Локарно 2012 года. В 2013 году лента была номинирована в 7-ми категориях на получение кинопремии «Магритт», в частности за лучший фильм, лучшую режиссерскую работу и лучший сценарий.